# Theodor Marsson

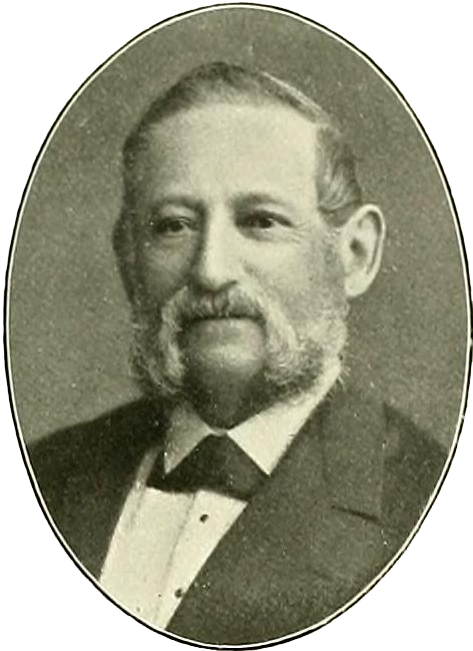
Theodor Marsson

Friedrich Theodor Marsson (* 8. November 1816 in Wolgast; † 5. Februar 1892 in Berlin) war ein preußischer, deutscher Apotheker und Botaniker. Sein offizielles botanisches Autorenkürzel lautet „T.Marsson“.

## Leben und Wirken
Theodor Marsson war der Sohn des Wolgaster Stadtapothekers Aristide Marsson. Nach seiner Schulzeit in Wolgast besuchte er das Gymnasium in Stralsund. Anschließend erlernte er den Apothekerberuf in Wolgast, Stralsund und Blankenburg. Er studierte in Gießen bei Justus von Liebig Chemie und legte 1841 an der Berliner Universität sein Examen in Pharmazie ab. Im Jahr 1844 übernahm er die Wolgaster Stadtapotheke.
Bereits während seiner Studienzeit lieferte er wichtiges Material für die 1840 erschienene „Flora von Pommern und Rügen“ von Wilhelm Ludwig Ewald Schmidt. Die botanischen Forschungen betrieb er fortan neben seinem Beruf. 1856 wurde ihm die Ehrendoktorwürde der Ernst-Moritz-Arndt-Universität Greifswald verliehen. Er erlangte mit der Veröffentlichung von „Flora von Neuvorpommern und den Inseln Rügen und Usedom“ (1869) als regionaler Naturforscher an Bedeutung.
1870 verkaufte er seine Apotheke und zog zunächst nach Greifswald, später nach Berlin. Er wandte sich mikroskopischen Studien zu. Große Bedeutung erlangte seine paläontologische Arbeit. Bereits seine Arbeiten zu Foraminiferen (1878), Ostrakoden und Cirripeden (1880) fanden Anerkennung. Sein Beitrag „Die Bryozoen der weissen Schreibkreide der Insel Rügen“ (1887) ist bis zum heutigen Tag die neueste Monographie dieser Tiergruppe für die Rügener Kreide, die beide große Gruppen der Bryozoen, Cheilostomata und Cyclostomata, gemeinsam behandelt. Der Aufsatz „Revision der von F. von Hagenow 1839–1850 aus der Schreibkreide von Rügen veröffentlichten Bryozoen“ (1959) von Ehrhard Voigt ist nach Erklärung des Autors nicht als Monographie aufzufassen. Seine letzte Arbeit, die sich mit den Diatomeen befasste, konnte er nicht mehr vollenden.
Sein Herbarium ging an die Universität Greifswald, wo es noch einen bedeutenden Teil der Herbar-Sammlung ausmacht und man im Institut für Botanik und Landschaftsökologie die Belege seines wissenschaftlichen Schaffens betrachten kann.
Seine Tochter Clara Helene heiratete den deutschen Physiologen Leonard Landois.

## Ehrungen
Nach Marsson benannt ist die Pflanzengattung Marssonia H.Karst. (heute: Napeanthus Gardner) aus der Familie der Gesneriengewächse (Gesneriaceae) und sind die Pilzgattungen Marssonia J.C.Fisch., Marssonina Magnus, Marssoniella Höhn., Cyclomarsonina Petr. und Neomarssoniella U.Braun.

## Werke
- Flora von Neu-Vorpommern und den Inseln Rügen und Usedom. Leipzig: Engelmann, 1869. (Digitalisat in der Digitalen Bibliothek Mecklenburg-Vorpommern)
- Die Bryozoen der weissen Schreibkreide der Insel Rügen. Berlin: Reimer, 1887.